# Jemna
Pour l’article homonyme, voir Jemna (Pologne).
Jemna ou Djemna (arabe : جمنة) est une ville du sud-ouest de la Tunisie, plus précisément de la région du Nefzaoua, située au sud de Kébili et au nord de Douz.
Rattachée administrativement au gouvernorat de Kébili, elle constitue une municipalité comptant 7 194 habitants en 2014 et appartient à la délégation de Kébili Sud.
Elle constitue un centre de l'émigration de la diaspora tunisienne : 45 % de la main-d'œuvre masculine se trouve à l'étranger en 1976.
Elle se trouve au cœur de certaines des plus belles et riches palmeraies du pays, certaines appartenant à l'État qui les louait à des privés, notamment des proches du régime en place. Dans ce contexte, les habitants créent une association (Association de défense des oasis de Jemna) qui gère, à partir de 2011 et selon le modèle de la coopérative, l'une de ces fermes et utilisent les recettes pour engager des projets de développement. L'État dénonce en 2016 l'illégalité de cette gestion et l'exploitation anarchique d'un bien public, tout en craignant une généralisation de cette initiative. Dans le même temps, des députés du Mouvement Tunisie Volonté, du Courant démocrate et d'Ennahdha se rendent sur place afin de soutenir les habitants.